# Albanología

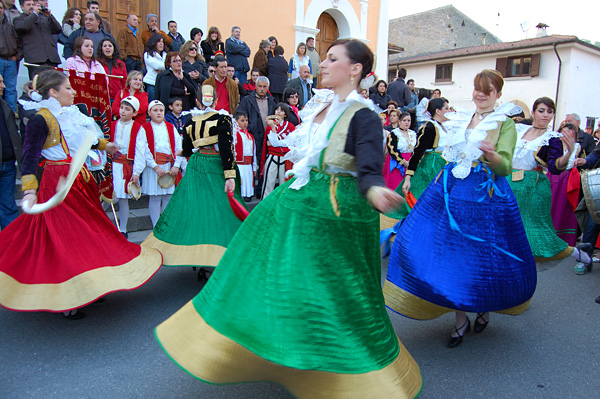
Baile folclórico albanés de Civita, Calabria, Italia.

La albanología es una rama interdisciplinaria de las humanidades que aborda el lenguaje, el vestuario, la literatura, el arte, la cultura y la historia de los albaneses. Dentro de los estudios se utilizan los métodos científicos de literatura, lingüística, arqueología, historia y cultura. Sin embargo, el albanés es el principal punto de investigación de los estudios.

## Estudios

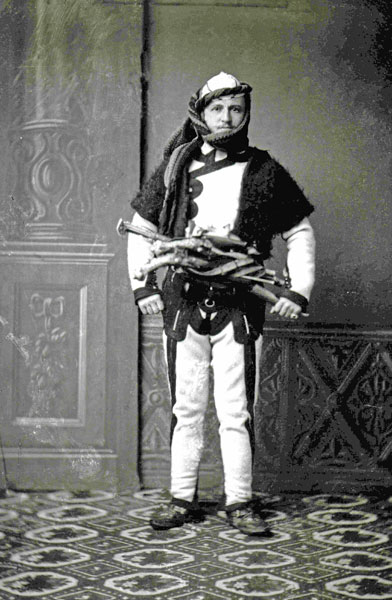
El austriaco Theodor Ippen en Shkodër con traje tradicional (1900).

Johann Erich Thunmann Johann Erich Thunmann en el siglo XVIII fue probablemente el primer albanólogo. Apoyó la teoría de la autoctonía de los albaneses Y también presentó la teoría del origen ilirio. Más tarde, Gustav Meyer demostró que el idioma albanés era parte de la familia indoeuropea.
En el siglo XX, tales estudios fueron profundizados por Norbert Jokl, Milan Šufflay y Franz Nopcsa von Felső-Szilvás, así como Karl Reinhold y Eqrem Çabej.
Los estudios de Albanología recibieron un apoyo más institucional en Albania a partir de 1940 con la apertura del Real Instituto de Estudios Albaneses, que había precedido a la Academia de Ciencias de Albania, inaugurada en 1972. Mientras tanto, durante la década de 1960, el Instituto de Albanología de Pristina también fue reconstruida en Kosovo, entonces parte de Yugoslavia.

## Albanólogos notables
- Johann Erich Thunmann (1746–1778)
- Johann Georg von Hahn (1811–1869)
- Girolamo de Rada (1814–1903)
- Demetrio Camarda (1821–1882)
- Vinkentij Makušev (1837–1883)
- Gustav Meyer (1850–1900)
- Ludwig von Thallóczy (1854–1916)
- Theodor Ippen (1861–1935)
- Edith Durham (1863–1944)
- Carl Patsch (1865–1945)
- Nicolae Iorga (1871–1940)
- Georg Pekmezi (1872–1938)
- Norbert Jokl (1877–1942)
- Franz Nopcsa von Felső-Szilvás (1877–1933)
- Milan von Šufflay (1879–1931)
- Marie Amelie von Godin (1882–1956)
- Maximilian Lambertz (1882–1963)
- Margaret Hasluck (1885–1948)
- Giuseppe Valentini (1900–1979)
- Eqrem Çabej (1908–1980)
- Namik Resuli (1908–1985)
- Georg Stadtmüller (1909–1985)
- Eric P. Hamp (1920)
- Shaban Demiraj (1920–2014)
- Martin Camaj (1925–1992)
- Aleksandar Stipčević (1930–2015)
- Peter Schubert (1938–2003; último embajador de Alemania Oriental en Tirana)
- Robert Elsie (1950-2017)
- Vladimir Orel (1952–2007)
- Marko Snoj (1959)
- Oliver Schmitt (1973)
- Ranko Matasovic (1968)
- Idriz Ajeti (1917-2019)